# Лукреція Медічі
Лукреція Медічі (італ. Lucrezia de' Medici, або Лукреція Марія Ромола Медічі (італ. Lucrezia Maria Romola de' Medici, вона ж Лукреція, дочка Лоренцо Медічі (італ. Lucrezia di Lorenzo de' Medici; 4 серпня 1470, Флорентійська республіка — 15 листопада 1553, Флоренція, Флорентійське герцогство) — аристократка з дому Медічі, дочка глави Флорентійської республіки Лоренцо Медічі. Сестра папи Лева X. Бабця папи Лева XI і Козімо I, герцога Флорентійського, першого великого герцога Тоскани.

## Родина
Чоловік — Якопо Сальвіаті
Діти:
- Джованні Сальвіаті (1490—1553), кардинал
- Лоренцо (1492—1539), сенатор і меценат
- Рієро (?-?)
- Елена (1495—1552)
- Катерина (?-?)
- Батіста (1498—1524)
- Марія (1499—1543), дружина Джованні делла Банде Нере
- Луїза (?-?)
- Франческа (1504-?), в другому шлюбі з Оттавіано Медічі мала сина Алессандро, майбутнього папу ЛеваXI
- Бернардо (1508—1568), кардинал
- Аламанно (1510—1571)